# ソリッド・スネーク
- メタルギアシリーズ > メタルギアシリーズの登場人物 > ソリッド・スネーク

ソリッド・スネーク（Solid Snake、1972年 - 没年不明）は、コナミ（現、コナミデジタルエンタテインメント）のアクションゲーム、メタルギアシリーズの主人公の一人にして同シリーズの最も代表的な登場人物。
『メタルギアソリッド』以降、日本語版は大塚明夫、英語版はデヴィッド・ヘイターが声優を務めている。実写映画版の俳優はオスカー・アイザックがキャスティングされる予定。

## 概要
元FOXHOUND隊員であり、数々の重大事件を解決し世界を救った伝説の英雄。
『メタルギア2』では身長178cm、体重75kg。『メタルギアソリッド』では身長182cm。『メタルギアソリッド4』の時点では老齢により身長180cm、体重63.5kgとなっている。6か国語に精通し、IQは180。日系とイギリス系の混血で、国籍はアメリカ合衆国。
本名はデイビッドで、ファミリーネームは不明。ただし友人であるハル・エメリッヒ（オタコン）や元上官のロイ・キャンベル、同じスネークのコードネームを持つリキッド・スネーク、ソリダス・スネークからも一貫して「スネーク」と呼ばれている。シリーズ中、本名で呼ばれたのは彼の代理母だったビッグママからと、オタコンとメリルが一度だけ愛称の「デイブ」で呼んだ程度である。顔と体格もリキッドと瓜二つであるが、2005年のシャドーモセス島事件におけるスネークに課された任務の依頼を引き受けるまではリキッドと同じ髪型で金髪にしていた。
基本的な性格は冷静沈着な皮肉屋で、ウィットの効いた言い回しを好む。組織から距離を置こうとする傾向はあるが、敵対し裏切られても他者の意思を尊重し、一度認めた人物には、例え敵であっても勇気付けるような言動や優しさや情けを見せたり、場を和ませたり緊張を緩和する為のジョークを言ったりするなど、根は非常に仲間想いで心優しい人物である。また『メタルギア2』ではビッグ・ボスに対して「俺は人生を愛している」と言うなど基本的には自分の人生も肯定的に捉えようとする。一方でやや自罰的な傾向が目立ち、特に殺戮には強いストレスを感じる感性を持っている。しかし同時に『メタルギアソリッド』までの当初の頃は死が近い戦いの中でしか生を実感できないゆえに戦うという傾向が強く他人に必要以上に深く踏み込むことも避けていたが『メタルギアソリッド』でのシャドー・モセス事件を通じてその考え方を改めて新たな「生きる意味」「戦う理由」を見い出していった。
ゲスト出演したゲーム『サルゲッチュ』では6か国語に加え、サルの言葉も理解できることや、隠れんぼは得意だがあまり好きではないことなどが判明した。『大乱闘スマッシュブラザーズX』（以下『スマブラX』）ではメイ・リンからナルシスト扱いされている。
モデルはアメリカ映画『ニューヨーク1997』の主人公、スネーク・プリスキン。

## 来歴・関わった事件

### FOXHOUND入隊以前
1972年に最強の兵士を人為的に作り出す計画として、愛国者達が行った「恐るべき子供達計画」により、ビッグ・ボスのクローンとして人工的に生み出された。計画に携わっていた日本人の女性科学者の卵子とビッグ・ボスの細胞が用いられ、EVA（後のビッグ・ママ）が代理母（サロゲート・マザー）となった。スネーク自身は、胎児になる段階での意図的な操作により、ビッグ・ボスの劣性遺伝子を集約された個体として生み出される。なお、この時に優性遺伝子を集約されて生み出されたのがリキッドである。
少年時代のことはあまり明らかにされていないが、複数の育ての親のもとを転々としていたとされる。
文庫版『メタルギアソリッド』では10歳までアメリカ・オハイオ州の小さな町で訓練を受けながら暮らしていたことが語られた。夏になると開かれる個人営業の小さな遊園地に入り浸り、ローラーコースターやお化け屋敷といったアトラクションが大好きな普通の子供らしい一面もあったことが描かれている。コラボレーション作品の『メサルギアソリッド』ではハカセとキャンベルの会話から、「目つきの鋭いガキ大将」「昔からかくれんぼが好きな子じゃった」と言われ、子供時代からこの二人との交友があったことが描写されている。
19歳前後でグリーンベレー（アメリカ陸軍特殊部隊）と共にイラク西部に潜入した湾岸戦争が初陣とされ、後に特殊部隊FOXHOUNDに入隊している。

### アウターヘブン蜂起
- 『メタルギア』（1987年発売）

1995年、南アフリカの奥地ガルツバーグに存在する武装要塞国家アウターヘブンに潜入したFOXHOUND隊員のうちの一人だった。
新人ではあったが、次々と困難な任務を遂行しアウターヘブンの中核である核搭載二足歩行戦車「メタルギア」の存在を突き止め、FOXHOUND総司令官のビッグ・ボスこそが黒幕だという真相にまでたどり着く。ビッグ・ボスは情報撹乱が目的で新人のスネークを自ら送りこんだのだが、スネークの能力が想定を上回っていたために裏目に出た結果となった。そしてメタルギアを破壊し、正体を現したビッグ・ボスを倒してアウターヘブンを陥落させた。この一件から、「伝説の英雄」「不可能を可能にする男」と呼ばれるようになる。
本人は知る由もなかったが、このとき倒されたビッグ・ボスはMSF（国境なき軍隊）の元衛生兵（メディック）で、彼の影武者となったパニッシュド "ヴェノム" スネーク であったことが後作にて判明する。
事件後FOXHOUNDを除隊。CIAにスカウトされ、秘匿工作員の非公式身分（ノンオフィシャル・カバー）として働くが、局の体制に不満を抱き反発し、約半年で退職する。

### ザンジバーランド騒乱
- 『メタルギア2 ソリッドスネーク』（1990年発売）

1999年12月24日。この頃からトレードマークであるバンダナを着けている。
CIA退職後はカナダの奥地で療養生活を送っていたが、カザフスタン領の独立武装要塞国家ザンジバーランドが多数の廃棄核兵器を抱えて蜂起、さらに枯渇が問題視されていた石油を精製可能な微生物「OILIX」を発見したキオ・マルフ博士を拉致し、世界に対して軍事的・経済的に優位に立とうとする事件が発生した。事態を重く見た米国政府上層部とFOXHOUND総司令官ロイ・キャンベルの要請で再び召集され、ザンジバーランドの調査とマルフ博士の保護の為に潜入する。
数々の傭兵達と激戦を繰り広げ、新型「メタルギア改D」を破壊し、かつての戦友グレイ・フォックスと地雷原の上で殴り合いこれを制した。最終的には装備も失い満身創痍の状態になりながらもザンジバーランドの首領として姿を現した本物のビッグ・ボスをライターとスプレー缶による即席の火炎放射器を使って倒し、ザンジバーランドを陥落させた。そしてOILIXのデータを回収し、保護したジャーナリストのホーリー・ホワイトと共にザンジバーランドから脱出した。
その後再びFOXHOUNDを除隊し、アラスカで隠遁生活をおくることになる。

### シャドー・モセス島事件
- 『メタルギアソリッド』（1998年発売）

2005年2月下旬。アラスカ山脈ツイン・レイクスの湖畔で犬橇使い（マッシャー）として生活を送っていたが、アイディタロッド国際犬橇レースへ参加する直前、元FOXHOUND総司令官ロイ・キャンベルから拉致同然の手段で強引に召喚され、ハイテク特殊部隊FOXHOUNDと次世代特殊部隊による武装蜂起が発生した核兵器廃棄処理施設シャドー・モセス島に単独潜入することになる。
潜入前にナオミ・ハンターによって身体機能を補助する各種ナノマシンを注入される。また、この時ペンタゴンの命令でナオミにより殺人ウイルスFOXDIEも同時に注入されており、FOXDIEのベクター（運び屋）として利用された。これによってアンダーソン局長、ベイカー社長、リキッドが結果的に死亡し、スネーク本人もいつ発症するかも分からない状態のまま体内に潜伏させることになる。
ビッグ・ボスの遺伝子を受け継ぐ次世代特殊部隊隊員やFOXHOUND隊員との死闘を繰り広げ、グレイ・フォックスとも再び戦うことになったが、彼の命がけの援護を受けてメタルギアREXの破壊に成功する。事件の首謀者であり、「恐るべき子供達計画」のもう一人の生き残りであるリキッド・スネークから、己の出生の秘密を教えられ愕然とするも、激闘の末に辛くも勝利した。
事件を通じて様々な人々と出会い、様々な事実を知ったことで最終的には「自分だけでなく誰かの為に生きる」「より良い未来を後世に残す為に戦う」という新たな道を見出せたことをメリルに伝えて彼女と共に脱出した。
その後はハル・エメリッヒ（オタコン）達と合流して、ブラックマーケットを通じて世界中に製造技術が流出したメタルギアの亜種を根絶する為に、反メタルギア財団「フィランソロピー」を結成した。

### マンハッタン沖タンカー沈没事件（タンカー編）
- 『メタルギアソリッド2』（2001年発売）

2007年8月8日。「フィランソロピー」の工作員として極秘裏に開発された新型メタルギアの情報を得て、海兵隊の偽装タンカーに潜入する。そこでロシア私兵部隊の女性隊員オルガ・ゴルルコビッチと出会い、新型メタルギアの存在を確認することにも成功したが、リボルバー・オセロットの策略によってメタルギアは奪われ、タンカーの爆破に巻き込まれた。世間にはタンカー爆破テロの首謀者はソリッド・スネークだと報道され、彼の遺体も見つかったとされていたが、実際はオタコンの用意した救命艇で生き延びており、遺体はリキッド・スネークのものを使った偽装だった。
この作品から彼の任務開始時に言う「待たせたな」のセリフが生まれ、本シリーズを代表する名台詞となった。

### ビッグ・シェル占拠事件（プラント編）
- 『メタルギアソリッド2』（2001年発売）

2009年4月29日。巨大海上除染プラント「ビッグ・シェル」で海軍が研究していた新型メタルギアの情報を聞き、その計画に十数年も音信不通だったオタコンの義妹が関わっているという情報もつきとめて潜入することになる。
海中からのダイビングを実行、敷設されていたオイルフェンスを切断しビック・シェルのA脚底部へと潜入、哨戒していた兵士をすばやく気絶させ、奥のエレベーターからA脚上部へと向かった。程なくしてNavy SEALsの野戦服とM4を装備してSEALs隊員に扮し、プラント内を単身調査していた。B脚にてSEALsのチーム10・アルファチーム全員を殺害したヴァンプと接敵。手傷を負いながらなんとか撃退するも、そこに居合わせた雷電に素性を問われ、とっさにSEALsアルファチーム別働隊の隊員「イロコィ・プリスキン中尉」と名乗り、彼にタバコとホルスターに入れていたSOCOMピストル・Mk23を渡した。それから休憩を挟んですぐにC脚で爆弾処理の教官スティルマンと接触。彼の指示に従ってシェル1とシェル2の各脚部に仕掛けられたファットマンの香水付きのC4爆弾を解体するためシェル2に向かう。その後はスティルマンおよびシェル1の雷電と無線を交わしながらシェル2の爆弾解体を行う。解体途中にスティルマンの指摘で向かったH脚底部で大量の爆弾を発見。スティルマンと対処を代わり、各脚上部の爆弾をすべて処理するも、スティルマンの対処が間に合わず脚底部の爆弾が起爆。起爆場所から距離があったものの、シェル2が半壊、浸水するほどの衝撃に巻き込まれ、気を失ってしまう。駆けつけたオタコンに助け起こされ、共にビッグ・シェルの実態調査を進めた。しばらくしてアーセナルギアの存在を知ると共に、人質救出のためのヘリとしてKa-60を確保。離陸時に敵の襲撃を受けるが、無事にシェル1シェル2の連絡橋にいる雷電と合流。しかし降下する前にソリダスとヴァンプが機乗するハリアーの襲撃を受ける。なんとか撃墜に成功するも、ヘリが故障したためシェル1に着陸、しばらく修理に追われることとなる。しかしアーセナルが動き出すことを知り、雷電が保護したエマの手を借りるため、急いでシェル1中央棟B2にある電算室の確保に移る。その矢先にオルガと接敵し、一時交戦状態になったが事情と真実を話し、なんとか協力関係を結ぶことに成功。その後、シェル2のL脚下部からシェル1のE脚へと続くオイルフェンスを渡るエマを援護、保護するためE脚から狙撃を行う。道中でヴァンプの奇襲による致命傷を受けたエマを保護し、ウイルスの入ったディスクを持った雷電と電算室で合流。エマの死と引き換えにアーセナルのAIへウイルスを侵入させることに成功する。その後、オタコンに人質救出を任せると、オルガの協力を得て、雷電を囮にアーセナルギアに潜入する。アーセナル内で雷電と合流すると、共に天狗部隊を蹴散らしながらアーセナル深部へと突入する。オセロットの意思を乗っ取ったリキッド・スネークがメタルギアRAYで逃走した際には発信機を取り付けた。ソリダスとの戦いに勝利した雷電に、「愛国者達」に攫われたというオルガの子供を救出するとメッセージを残して姿を消した。
その後再び雷電と合流し、オルガの子供であるサニーを救出しようと計画するが老化現象の進行により救出を断念。雷電にサニー救出を任せ、オセロットの行方を探る。

### ガンズ・オブ・ザ・パトリオット事件
- 『メタルギアソリッド4』（2008年発売）

2014年。「オールド・スネーク」 (Old Snake) として登場。「オールド・スネーク（スネーク爺さん）」とは、老化の進んだ姿からドレビンやオタコンからつけられた通称で、スネーク自身は気を落としていた。
本作ではノーマッドという航空機を拠点として、オタコンに加えて『メタルギアソリッド2』の後に雷電が救出したオルガの娘のサニーと3人で暮らしている。遺伝子操作の影響から40代とは思えないほど肉体が老化しており、白髪に口髭を生やした姿となる。任務の際は低下した身体機能をマッスル・スーツを兼ねる新型スニーキングスーツで補っている。キャンベルからの情報でリキッド・オセロットが民間軍事会社アウターヘブンを率いて世界のPMCを影で操り蜂起を目論んでいるという情報を受け、彼の抹殺を遂行すべく世界各地の戦場を転戦した。
シャドー・モセス島にもシステム管理前の核発射用レールガンを求めるリキッドを追って舞い戻る。かつて自身が破壊したメタルギアREXに搭乗してオタコンのサポートを受けながら戦い、リキッドが操るメタルギアRAYを撃破した。
最終決戦では通常の人間なら数秒で死亡、蒸発してしまうほどのマイクロ波の中を進み、リキッド・オセロットと激しい格闘を演じるなど、衰えた老体を極限まで酷使することになったが、リキッドによる核の発射を辛うじて阻止することに成功。オタコンがMk.IIIを使って打ち込んだFOXALIVEによって「J.D.」を含む愛国者達のA.I.ネットワーク全体を(インフラ・ライフライン部分を残して)破壊したことで、全てを終わらせた。
戦争終結後は、これによって真の目的を果たしたリキッド・オセロットとの最後の私闘に挑み、苦戦しながらも最後は彼を打ち倒し個人的な決着をつけた。直後、オセロットからは「いいセンスだ」というかつて自分がビッグボスに贈られたのと同じ賞賛の言葉を遺言として贈られた。

### その後
『メタルギアソリッド4』の劇中で、ナオミの検査で体内に残存していた標的型ウイルスFOXDIEが変異を起こして目標識別能力を失い、無差別な致死性を獲得する可能性が高いことが発覚する。周囲に死をまき散らすことを恐れ、リキッド・オセロットとの決着後、ビッグ・ボスの墓前で拳銃を口に咥えて自殺しようとしたが、上手くいかず、更にその場に現れた死んだはずのビッグ・ボスと再会する。彼の口から事の全ての真実と、既に戦う必要も自分が死ぬ必要も無い事を告げられた直後、新型FOXDIEによる発作で苦しみ死に逝くビッグ・ボスを看取った。また、愛国者達によって新たに注入された新型FOXDIEの増殖によって変異型FOXDIEの脅威はなくなったこと、また新型FOXDIEも同様にいずれは変異を起こすが、その前にスネーク自身の寿命が先に尽きるであろうことを教えられている。ビッグ・ボスは死ぬ間際、彼の生き様こそがザ・ボスの目指そうとした意志そのものである事を悟り、残りの人生を人として生きるよう言い残した。
その後のスネークは、彼の全てを記録し後世に語り継ぐことを決めたオタコンと共に、世界の進む道を見届ける事を決意する。小説版『メタルギアソリッド ガンズオブ・ザ・パトリオット』では、その後は幸せな余生を送り安らかに眠りについたと語られている。時期は不明だが小説版ではサニーの結婚式の時点で既に死亡しており、4年後に当たる続編の『メタルギア ライジング リベンジェンス』では登場せず、雷電の話にのみ挙げられている。

## MGGB、MGAシリーズのソリッド・スネーク
GBC『メタルギア ゴーストバベル』、PSP『メタルギアアシッド』にも主人公として出演しているが、小島秀夫監督作品とは世界観・時間軸を別にしているため、ソリッド・スネークの経歴・過去が違う。こちらの世界では「恐るべき子供達計画」が存在しておらず、彼はビッグ・ボスのクローンではなく実子である。高い戦闘スキルを持った兵士である点は共通しており、20世紀末に武装要塞アウターヘブンを単独で壊滅させ、ビッグ・ボスを打ち破った経歴も本編のスネークと同様であるが、この段階で時系列は分岐しており、こちらのスネークはザンジバーランド騒乱以降の事件を経験しない。アウターヘブン蜂起から4年後に引退し、以後は実父を殺した罪悪感と自責の念に駆られて自殺願望を抱くまでに至りながらも隠遁生活を送る。

### 武装要塞ガルエードへの潜入
- 『メタルギア ゴーストバベル』（2000年発売）

アウターヘブン騒乱後の引退から3年後、中央アフリカのジンドラ解放戦線の拠点である武装要塞ガルエードが、かつてのアウターヘブンと同じ位置に建設され、さらに新型「メタルギア」が奪取されたのに際し、ロイ・キャンベルの招聘に応じて再び戦場へと舞い戻る。仲間の裏切りなどに遭いながらも、ガルエードを占拠していた傭兵集団ブラックチェンバーとメタルギアガンダーを壊滅させ、クリス・ジェンナーとともに無事に生還。今回の事件の糸を引いた黒幕へ戦いを挑むためにどこへともなく去って行った。

### ロビト島占拠事件
- 『メタルギアアシッド』（2004年発売）

2016年。謎の人物が次期大統領候補ヴィゴ・ハッチの乗った旅客機をジャックし、ロビト島研究所にある「ピュタゴラス」を要求するという事件が発生し、CIAのロジャー・マッコイの懇願によって任務への復帰を決意する。任務中、ロビト島を舞台に人体実験を行っていた科学者ハンス・ディヴィスの記憶が自らの頭の中に流れはじめ、自分はソリッド・スネークであるとともにハンス・ディヴィスとしての顔を持っていたのではないかという疑念にさいなまれるが、それは結局、その実験の被験者であり超能力者であったアリス・ヘイゼルによる工作の産物であったことが判明する。最終的には、スネークや、行動を共にした女性兵士テリコ・フリードマンのあずかり知らぬところで多くの思惑や陰謀が交錯したものの、メタルギアKODOQUEを無事に破壊し、島から脱出。テリコと共に登山をすることを約束する。
『メタルギアアシッド2』においてもスネークと呼ばれる人物が事件解決のために活躍するが、ソリッド・スネークではない別人だった。

## 肉体
ビッグ・ボスのクローンとして
自身の肉体は、ビッグ・ボスの細胞とクラーク博士（パラメディック）の助手である日本人女性の卵子を元に、ビッグママを代理母としてクローンとして生み出されたものだが、各種遺伝子操作を受けているため完全な「複製体」というわけではなく、厳密には「限りなくクローンに近い別人」である。オリジナルであるビッグ・ボスとの関係は遺伝学的に言えば通常の親子の遺伝子配列の違いに近く、ダンボールへの拘りや喫煙、犬ぞりなど共通の嗜好も持っている。
他の勢力にクローンとして利用されないよう、生殖能力の除去や寿命の短縮といった遺伝子操作を受けている。このためスネークは人として子孫を残すことができないだけでなく、40代の頃には70代並に肉体の老化が進行することになる。急激な老化現象に関しては、当初「当時50代だったビッグ・ボスの老いた細胞を使用して生み出されたため」と推測されていたが、後にナオミによって否定されており、本当は上記の通り意図的にテロメアを短縮されていた。実際に「恐るべき子供達計画」の時点ではビッグ・ボスはまだ37歳であり、50代の細胞が原因とする説では矛盾が生じる形になっている。
ゲーム中ではリキッド・スネークとの兄弟関係が詳しく述べられるシーンは無いが、『メタルギアソリッド バンドデシネ』ではリキッドが兄、ソリッドが弟となっている。頭髪は『メタルギアソリッド』では黒く表現されていたが、これは潜入前に染めたもので、『メタルギアソリッド2』でプリスキンを名乗っていた際の茶金色が地毛と設定されている。

## 趣味・嗜好
愛煙者
常に煙草を携帯しており、任務中に喫煙している場面が多い。21世紀初頭に開発された「先折り煙草」という先端部を折るだけで発火し、さらに副流煙が発生しない特殊な形式の煙草を愛用している。ライターを必要としないものの「味がいい」という理由から、これにライターで火をつける拘りがある。
「先折り煙草」形式の銘柄は多数発売されているようで、愛用の銘柄は『メタルギア』及び『メタルギア2 ソリッドスネーク』ではラッキーストライク。メタルギアソリッドではモスレム。メタルギアソリッド2のタンカー潜入時はホープを吸っており、プラント潜入時では変装時に銘柄が印字がされていない商品名不明の煙草を吸っている。『メタルギアソリッド4』ではザ・ボスという銘柄を吸っていた。『メタルギアソリッド』では胃の中に隠して現地へ持ち込んだほどの愛煙家だったが、『メタルギアソリッド4』のエンディング後は健康に気を使って禁煙した。
『メタルギアソリッド2』ではジョージ・ワシントン・ブリッジで煙草を投げ捨てていたが、『メタルギアソリッド4』では時代の変化から携帯灰皿を使用するようになった。ノーマッド機内ではサニーによって禁煙となっているがあまり守っておらず、キッチンの換気扇の前で喫煙し、サニーに吸殻を発見され注意されている。
文庫版『メタルギアソリッド』ではニコチンベースの煙の出ない煙草を自作しており、胃の中に入れて持ち込もうとしたが、吐き出すことを考えて躊躇したため断念している。ゲーム版と違って外から煙草を持ち込んでおらず、味が落ちるのは妥協して、任務中に敵から奪ったものを吸っていた。
女好き
女性好きであり、ウィットに富んだ口説き文句を好む。作戦中でも初対面の女性に次々と口説き文句を言うが、実際に面と向かうと大胆には振舞えない奥手であり、オタコンいわく「言うだけ番長」。『メタルギアソリッド』ではメリルと親密な関係になったが、『メタルギアソリッド2』開始時には既に彼女の前から姿を消している。
ダンボール
ダンボールやドラム缶など、かぶって身を隠す道具を現地で調達しては愛用していた。ビッグシェル占拠事件では初登場時から既に複数所持しており、素性を偽っていた際にダンボールを被った姿を、当時行動を共にしていた雷電に目撃され、正体はバレなかったものの敵と勘違いされてしまい、無線で「あからさまにカッコ悪い」や「相当頭のイカれた奴」などと言われ、少々怒っていた。
大乱闘スマッシュブラザーズXのアドベンチャーモード『亜空の使者』では敵とみなしていたルカリオとメタナイトからダンボール箱で身を隠す場面があるが、ルカリオに波導を探知され、あっさり見つかってしまった。
犬ぞり
アラスカで隠遁生活を送っていた際に犬ぞりにも凝っており、その為にオオカミ犬の特徴も熟知していた。

## 戦闘技術
全般
FOXHOUND所属以前のグリーンベレー時代から空挺降下、スクーバダイビング、フリークライミングのエキスパートだった。小火器から携帯型ミサイルまで多くの銃、兵器を使いこなし、『メタルギアソリッド4』では代理母であるビッグ・ママ(EVA)から「さすが自分の息子」と賞賛されている。
近距離戦闘術（CQC）
素手での格闘術にも長けており、近距離戦闘CQCもマスターしている。CQCはFOXHOUND時代にビッグ・ボスから伝授されていたが、反逆者から教えられた技術として自ら封印していた。ビッグ・ボスの情報が解禁され、技術が公表されるとスネーク自身も使用を解禁し、それに伴い戦闘において「ナイフ、刃物は使わない」とする主義を改めている。ビッグ・ボスはハンドガンによるCQCのみしか習得していないが、ソリッドはアサルトライフルなどの火器でCQCを仕掛ける技術も習得している。
『バンドデシネ』では『メタルギアソリッド2』の時点でCQCを披露しており、ソリダス戦においては気絶した雷電の代わりに高周波ブレードでソリダスと戦うシーンが存在する。

## その他の出演作品
携帯アプリ『メタルギアソリッド モバイル』（コナミ）
主人公として登場している。
PS2『メタルギアソリッド3 スネークイーター』（コナミ）
同作の本編はネイキッド・スネークを主人公としていたが、おまけのエクストラモードとしてゲーム『サルゲッチュ』シリーズ（SCE）とのコラボレーションミニゲーム“猿蛇合戦”が収録されており、ソリッド・スネークが『サルゲッチュ』のキャラクター「ピポサル」を追いかけるミッションに参加していた。さらに『メタルギアソリッド3 サブシスタンス』には新規ステージを追加した『猿蛇合戦 完全版』も収録された。『20th ANNIVERSARY』には再録されていない。
劇中では夜中に叩き起こされている上、スネークはメタルギア破壊にうんざりしている設定になっている。
PSP『メタルギアソリッド ポータブル・オプス+』（コナミ）
『メタルギアソリッド4』に先駆けて「オールド・スネーク」が追加ユニークキャラクターとして登場している。
PS2『サルゲッチュ3』（SCE）
上記の逆コラボレーションとして、スネークの能力を移植されたピポサル「ピポスネーク」が活躍するミニゲーム『メサルギアソリッド スネークエスケープ』が収録され、これにもソリッド・スネークが登場することになったが、『メタルギアソリッド3』のデータを流用しているため、外見はネイキッド・スネークと同じになっている。
GBA『続 ボクらの太陽 太陽少年ジャンゴ』（コナミ）
ソリッド・スネークと同じ大塚が声を担当し、「異世界から来たのでは」「潜入任務が得意」という特徴を持つ記憶喪失の男性「???（ハテナ）」が登場する。正体については明言されておらず、あくまで「謎の人物」とされている。
PS2、GC『Evolution Skateboarding エヴォリューションスケートボーディング』（コナミ）
雷電と共に操作キャラとして参加している。『メタルギアソリッド2 サブスタンス』収録の「SKATEBOARDING」モードに近い。
PS2、GC『ドリームミックスTV ワールドファイターズ』（ハドソン）
コナミ、タカラ、ハドソンの共同制作。コナミキャラクターの誰かでクリアすると出現する隠しキャラクターとして登場している。スネーク独自のストーリーなどは無いが、通常の『メタルギアソリッド2』の服装に加え、カラーチェンジで兵士姿のイロコィ・プリスキン、タキシード姿、『メタルギアソリッド』での服装を選べる。攻撃手段は主に格闘とC4爆弾。勝利メッセージのひとつで「ダンボールがあればもっと楽かもな…」と発言している。
Wii『大乱闘スマッシュブラザーズX』（任天堂）
隠しキャラクターとして登場。『スマブラX』のゲスト出演は、小島がディレクターの桜井政博に直々に嘆願したことから実現したもの。『メタルギアシリーズ』本編での特徴が再現されているが、台詞や武器にネイキッド・スネークの特徴もいくつか取り入れられている。攻撃手段はCQCでの格闘、体術を主とし、ナイフ、刃物や銃器は日本国外における対象年齢のレーティング規制により使用しない。RPG-7やグレネード、地雷などの爆発物も使用し、桜井ディレクターは「豊富な重火器」という個性をつけている。しかし動きが遅い。また、基本的に短いセリフか掛け声だけである参戦キャラクターの中において、スネークは無線中のやり取りがあるためセリフが最も多い。
DS『ヒラメキパズル マックスウェルの不思議なノート』（コナミ）
日本語ローカライズ版の単語にはコナミのゲームキャラクター名の一部が追加登録されており、「ソリッドスネーク」「オールドスネーク」「ビッグボス」とノートに書くと、それぞれのキャラが出現する。スネークとビッグ・ボスが対面すると戦闘状態となる。なお、続編『スーパースクリブルノーツ』では削除され、彼らとエビス丸のみ登場しなくなっている。
PS3、PS4、Xbox 360、Xbox One『メタルギアソリッドV グラウンド・ゼロズ』（コナミ）
特別ミッション「デジャヴ・ミッション」で特定の条件をクリアすることで、『メタルギアソリッド』時の「ソリッド・スネーク」または「サイボーグ忍者」でプレイできるようになる。
Nintendo Switch『大乱闘スマッシュブラザーズ SPECIAL』（任天堂）
『大乱闘スマッシュブラザーズX』以来10年ぶりの登場。『X』からの変更点として、攻撃手段から地雷が削除され、最後の切り札「グレネードランチャー」がロックオンするタイプの多弾ミサイル「援護射撃」になり、シリーズシンボルがかつてのFOX部隊の部隊章から敵発見時の「！」マークになった。
Nintendo Switch『メタルギア ソリッド・マスターコレクション Vo.1』（コナミ）
ニンテンドー3DS用ソフト『メタルギアソリッド スネークイーター3D』以来でついにSwitch用ソフトの販売を開始する。これまでの『MG』シリーズ全2作品と『MGS』シリーズ全3作品(『MGS3 3D』での一陪のセリフを含めて)を含めてリメイク作品としてプレイすることが可能となった。
『フォートナイト』（Epic Games）
チャプター5シーズン1のバトルパスで入手できるスキンとして登場した。